# Milanovac (Crnac)
Pour les articles homonymes, voir Milanovac.
Milanovac est un village de la municipalité de Crnac situé dans le Comitat de Virovitica-Podravina en Croatie.